# A Life of Arctic Sounds
«A Life of Arctic Sounds» es el segundo sencillo de la banda Modest Mouse. Fue lanzado el 26 de marzo de 1996 bajo Suicide Squeeze Records.

## Lista de canciones
1. «A Life of Arctic Sounds» – 2:29
2. «Medication» – 5:01

En la lista de canciones de Building Nothing Out of Something está mal escrito como "A Life of Artic Sounds". Dicha canción es notable por ser una de las cuantas canciones de Modest Mouse que incluye una inusual coordinación: El segundo verso está en tiempo 7/4.
Ambas canciones aparecieron luego en la compilación Building Nothing Out of Something y fueron dejadas sin realizar en algún otro lugar.